# Kiko Insa
Francisco Javier Insa Bohigues (* 25. Januar 1988 in Cocentaina), auch als Kiko Insa bekannt, ist ein ehemaliger malaysisch-spanischer Fußballspieler.

## Karriere

### Verein
Das Fußballspielen lernte Kiko Insa in der Jugendmannschaft des FC Valencia im spanischen Valencia. Bis 2006 stand er bei Albacete Balompié in Albacete unter Vertrag. Hier wurde er in der zweiten Mannschaft eingesetzt. Über den FC Elche wechselte er im August 2008 nach Belgien. Hier unterschrieb er einen Vertrag bei Royal Antwerpen. Der Verein aus Antwerpen spielte in der zweiten belgischen Liga, der Division 1B. 2009 wechselte er zum Ligakonkurrenten UR Namur nach Namur. Mitte 2009 kehrte er nach Spanien zurück, wo er für den FC Cartagena und CD Onda spielte. Der SV Germania 90 Schöneiche, ein Verein aus dem deutschen Schöneiche bei Berlin, verpflichtete ihn die Saison 2011/12. Mit Schöneiche spielte er in der Oberliga Nordost. Die nachfolgende Saison spielte er wieder in Spanien bei Rápido de Bouzas. 2013 zog es ihn nach Island, wo er einen Vertrag bei UMF Víkingur unterschrieb. Der Verein aus Ólafsvík spielte in der ersten Liga, der Pepsideild. Für UMF stand er 15-mal auf dem Spielfeld. Nach Lettland ging er im März 2014. Hier nahm ihn der Erstligist FK Ventspils aus Ventspils unter Vertrag. Für den Verein absolvierte er 15 Spiele in der ersten Liga, der Virslīga. Ende Oktober unterschrieb er in England einen Vertrag bei Oxford City. Nach zwei Spielen verließ er Ende November 2014 wieder den Verein. Ende Februar ging er wieder nach Island. Hier nahm ihn der Erstligist Keflavík ÍF unter Vertrag. Hier spielte er bis August. Der indonesische Verein Arema Malang nahm ihn Ende November 2015 unter Vertrag. Nach drei Monaten wechselte er zum Ligakonkurrenten Bali United, bei dem er bis August 2016 verblieb. Mitte Januar 2017 verpflichtete ihn der Pahang FA aus Malaysia. Mit dem Klub spielte er in der ersten Liga, der Malaysia Super League. 2017 wurde er mit Pahang Vizemeister und stand im Finale des Malaysia FA Cup. Im Finale verlor man mit 3:2 gegen Kedah FA. Im Februar 2018 nahm ihn der thailändische Erstligist Bangkok Glass unter Vertrag. Mit BG spielte er in der ersten Liga, der Thai League. Nach vier Erstligaspielen kehrte er im April wieder nach Malaysia zurück, wo er vom Erstligisten Johor Darul Ta’zim FC unter Vertrag genommen wurde. Mit Johor feierte er 2018, 2019 und 2020 die Meisterschaft sowie 2019 den auch den Malaysia Cup. Nach der Saison 2020 beendete er dann seine aktive Karriere.

### Nationalmannschaft
Kiko Insa bestritt 2017 zwei Testspiele sowie vier Partien im Rahmen der Asienmeisterschaft-Qualifikation für die malaysische A-Nationalmannschaft.

## Erfolge
Pahang FA
- Malaysia Super League: 2017 (Vizemeister)
- Malaysia FA Cup: 2017 (Finalist)

Johor Darul Ta’zim FC
- Malaysia Super League: 2018, 2019, 2020
- Malaysia Cup: 2019

## Sonstiges
Sein älterer Bruder Natxo Insa (* 1986) ist ebenfalls Fußballprofi und spielt seit 2017 für Johor Darul Ta’zim FC.